# Star of Venice
Pour les articles homonymes, voir Venice.
 (juin 2017).
Si vous disposez d'ouvrages ou d'articles de référence ou si vous connaissez des sites web de qualité traitant du thème abordé ici, merci de compléter l'article en donnant les références utiles à sa vérifiabilité et en les liant à la section « Notes et références ».
Le Star of Venice est un navire de croisière construit en 1952 par les chantiers Swan Hunter de Newcastle comme ferry sous le nom de Leda pour la compagnie Det Bergenske. Il est lancé le 3 septembre 1952 et effectue sa première traversée entre Bergen et Newcatsle le 27 avril 1953. Après avoir successivement servi d’hôtel, de navire de croisière, d’hôtel et de prison, il est vendu à la casse en 2001 et détruit à Aliağa.
Au cours de sa démolition, il est « abordé » par des militants de Greenpeace dans le cadre d’une campagne contre les déchets toxiques et les conditions de travail dans les chantiers de démolition navale.

## Histoire

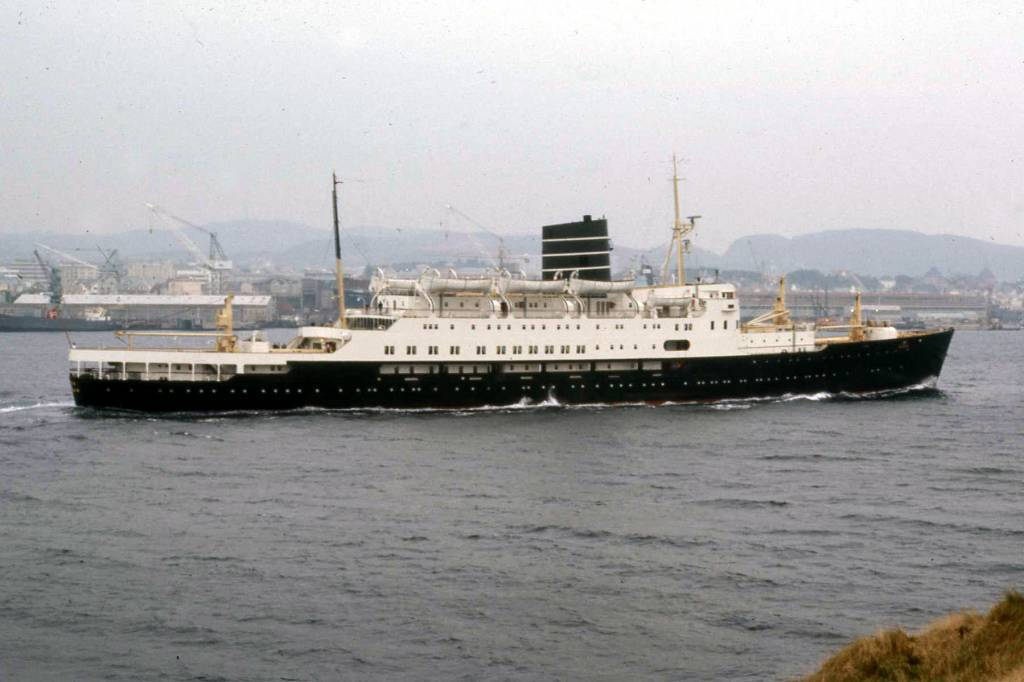
Le Leda à Haugesund en octobre 1973.

Le Star of Venice est un navire de croisière construit en 1952 par les chantiers Swan Hunter de Newcastle comme ferry sous le nom de Leda pour la compagnie Det Bergenske. Il est lancé le 3 septembre 1952 et effectue sa première traversée entre Bergen et Newcatsle le 27 avril 1953. En 1974, la liaison est arrêtée et le navire est désarmé à Bergen jusqu’en 1976, lorsqu’il est affrété par la compagnie Stord Verft, Stavanger qui l’utilise pour loger ses employés, puis il est vendu en 1979 à la compagnie BergenKuwait Livestock Transport & Trading qui l’utilise dans la même fonction, mais le rebaptise Najla. La même année, il est affrété par la compagnie Lewis Offshore.
En septembre 1980, il est désarmé à Kristiansand puis vendu à la compagnie Aspis Maritime en 1982. Cette dernière le revend peu de temps après à la compagnie Dolphin Shipping qui le rebaptise Albatross puis Alegro en 1984. L’année suivante, il est converti en navire de croisière par les chantiers Nafsi de Perama avant d’être remis en service sous le nom d’Albatross.

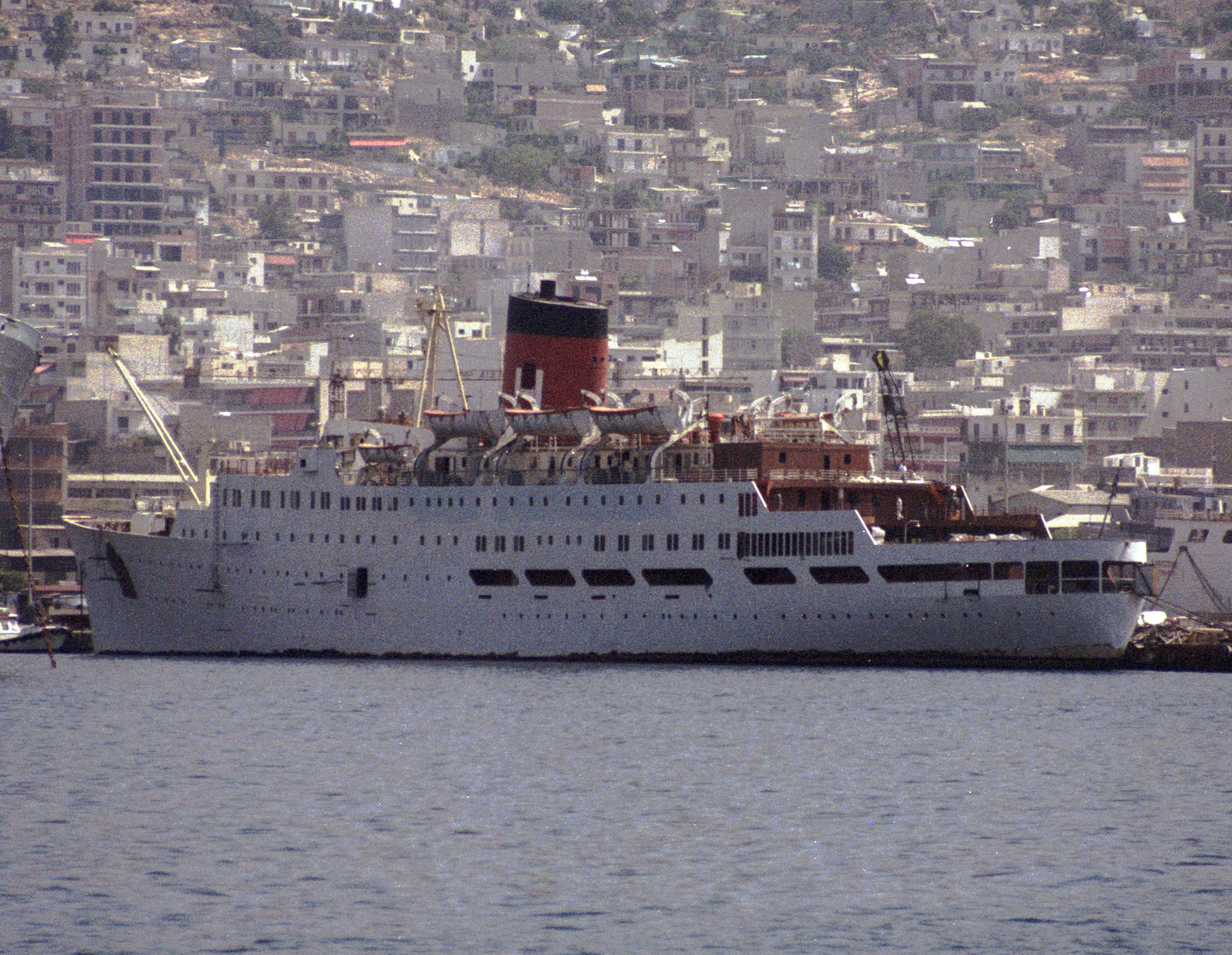
L’Albatross pendant sa conversion en navire de croisière à Perama.

En 1988, il est affrété par la compagnie American Star Line qui lui fait effectuer des croisières en Afrique du Sud sous le nom de Betsy Ross, puis il est vendu à a compagnie Beacon Seways Maritime en 1989 qui le loue à la compagnie Star Lauro sous le nom d’Amalfi. Le 14 octobre 1989, il est désarmé à Venise.
Il est repris par la compagnie Valga Trading en décembre 1990 et devient le Star of Venice. Le 17 janvier 1991, alors qu’il est amarré à Venise, il est endommagé par un incendie puis réparé en Yougoslavie.
En 1992, il sert d’hôtel à Gênes pendant Colombo '92, puis de prison à Pianosa. En 1993, il est vendu à la compagnie Newport Shipping, puis à la compagnie Star Of Venice Navigation en 1995. Il est ensuite désarmé à Rijeka avant de servir à nouveau d’hôtel à Ravenne dès 1999. En 2001, il est vendu à la casse. Il arrive à Aliağa le 20 août 2001 et est détruit.
En 2002, pendant la démolition du Star of Venice, le Rainbow Warrior II de Greenpeace se rend à Aliağa dans le cadre d’une campagne contre les déchets toxiques et les conditions de travail dans les chantiers de démolition navale. Au cours de cette campagne, quelques militants de Greenpeace  montent à bord du Star of Venice pour faire passer leur message.